# Kampen mod Kræften
Kampen mod Kræften er en dansk dokumentarfilm fra 1947, der er instrueret af Carl Th. Dreyer efter manuskript af ham selv og Carl Krebs. En forkortet udgave blev udsendt samme år med titlen Vent ikke for længe.

## Handling
En skildring af et par alvorlige tilfælde af kræft, hvor symptomerne er blevet værre, end hvis patienterne havde opsøgt en af de store kræftstationer. Motto: "Vent ikke for længe. Kom til en af landets tre radiumstationer."